# Tryphosella intermedia
Tryphosella intermedia is een vlokreeftensoort uit de familie van de Lysianassidae. De wetenschappelijke naam van de soort is voor het eerst geldig gepubliceerd in 1926 door Schellenberg.